# Сухаревский сельский округ
Сухаревский сельский округ — упразднённая административно-территориальная единица, существовавшая на территории Мытищинского района Московской области в 1994—2006 годах.
Сухаревский сельсовет был образован в первые годы советской власти. По данным 1924 года он входил в состав Трудовой волости Московского уезда Московской губернии.
23 ноября 1925 года из Сухаревского с/с были выделены Горки-Сухаревский, Троице-Сельцевский и Шолоховский с/с.
В 1926 году Сухаревский с/с включал деревню Сухарево, Сухаревскую больницу и будку Катуар.
В 1929 году Сухаревский с/с был отнесён к Коммунистическому району Московского округа Московской области. При этом к нему был присоединён Троицкий (селение Троице-Сельцо) с/с.
27 февраля 1935 года Сухаревский с/с был передан в Дмитровский район.
4 января 1939 года Сухаревский с/с был передан в Краснополянский район.
17 июля 1939 года к Сухаревскому с/с был присоединён Шолоховский с/с (селение Шолохово).
4 апреля 1952 года на территории Сухаревского с/с был образован рабочий посёлок Некрасовский, выведенный при этом из состава сельсовета.
14 июня 1954 года к Сухаревскому с/с были присоединены Горки-Сухаревский (селения Горки Сухаревские и Саморядово), Марфинский (селения Ларёво, Лысково, Марфино и Юрьево) и Черновский (селения Большая Чёрная, Драчёво, Малое Ивановское, Подольниха, Румянцево, Фелисово, Фоминское, Хлябово и посёлок Трудовая) с/с.
3 июня 1959 года Краснополянский район был упразднён и Сухаревский с/с вошёл в Химкинский район.
28 июля 1960 года Химкинский район был упразднён и Сухаревский с/с вошёл в Мытищинский район.
30 сентября 1960 года селения Горки Сухаревские, Саморядово и посёлок Трудовая были переданы из Сухаревского с/с в административное подчинение р.п. Некрасовский, но уже 14 ноября посёлок Трудовая был возвращён в Сухаревский с/с.
1 февраля 1963 года Мытищинский район был упразднён и Сухаревский с/с вошёл в Мытищинский сельский район. 11 января 1965 года Сухаревский с/с был передан в восстановленный Мытищинский район.
3 февраля 1994 года Сухаревский с/с был преобразован в Сухаревский сельский округ.
В ходе муниципальной реформы 2004—2005 годов Сухаревский сельский округ прекратил своё существование как муниципальная единица. При этом все его населённые пункты были переданы в сельское поселение Федоскинское.
29 ноября 2006 года Сухаревский сельский округ исключён из учётных данных административно-территориальных и территориальных единиц Московской области.